# قانون ولكن (مسلسل)
قانون ولكن مسلسل سوري من تأليف ممدوح حمادة (قصة وسيناريو وحوار)، وإخراج رشا شربتجي. في ثلاثين حلقة.

## القصة
يتناول المسلسل الظروف الاقتصادية الصعبة التي تواجهها شخصياته المختلفة المشارب والمِهَن، ومنها دكتور الجامعة، والصحفي الجديد، والموظف ذو الدخل المحدود وغيرهم. الشخصية المحورية فيه هي شخصية المدير العام لمؤسسة حكومية كبرى للإنشاء والتعمير، وطبعًا إمكانية الربح غير المشروع فيها كبيرة جدًا، وهو رجل متقلِّب المزاج جبان ويتظاهر بالشرف والأخلاق فهو يحترم القانون لخوفه الشديد منه، وهي فكرة العمل الأساسية. وتتوالى أحداث المسلسل بقالب اجتماعي كوميدي ساخر يعتمد على حالات ومواقف طريفة قد تدعو للابتسام.

## أبطال المسلسل

### عائلة ناظم
- بسام كوسا
- مها المصري
- كاريس بشار
- قصي خولي
- وائل رمضان

### عائلة منذر
- عبد الهادي الصباغ
- نبيلة النابلسي

### عائلة زيد
- وفاء موصللي
- محمد خير الجراح

### في الشركة
- سلاف فواخرجي
- زهير عبد الكريم
- بسام لطفي
- لينا حوارنة
- جمال العلي
- رافي وهبي
- جيني أسبر
- جرجس جبارة
- ميسون أبو أسعد
- ديمة قندلفت
- نزار أبو حجر
- عمر حجو
- خالد تاجا بدور الدكتور حسام

### آخرون
- نضال سيجري
- نادين تحسين بيك
- فادي صبيح
- أنطوانيت نجيب
- أياس أبو غزالة
- محمد قنوع
- أندريه سكاف
- جلال شموط
- عدنان أبو الشامات
- رائد مشرف
- ناصر وردياني
- سوزان سكاف